# Dean Cundey
Dean Raymond Cundey (Alhambra, California; 12 de marzo de 1946) es un director de fotografía y director de cine estadounidense. Es conocido por sus colaboraciones con John Carpenter, Steven Spielberg y Robert Zemeckis. Ha sido nominado a un premio Óscar y a dos premios BAFTA.

## Biografía
Nació y creció en Alhambra, California. En la escuela secundaria se interesó por el teatro y el cine, específicamente el área de diseño de producción. En 1965 ingresó a estudiar arquitectura y cine en la Universidad de California en Los Ángeles, donde uno de sus profesores fue el director de fotografía James Wong Howe, quien originó su preferencia por ese aspecto de la cinematografía.
Tras graduarse comenzó a trabajar como artista de maquillaje en películas de sus compañeros de universidad. Fue así como conoció a Roger Corman, quien era productor en algunos de esos largometrajes, lo que le permitió ser maquillador en una de sus películas, Gas-s-s-s (1970). Una de sus primeras películas como director de fotografía fue el largometraje Where the Red Fern Grows (1974) de Norman Tokar, una adaptación de la novela homónima de Wilson Rawls.
Cundey conoció a John Carpenter por recomendación de la guionista y productora Debra Hill, quien los presentó para que trabajaran juntos en la película de terror Halloween (1978). Una tecnología relativamente nueva que ocuparon en aquel proyecto fue la steadicam, que permitiría unos movimientos de cámara distintivos, con tal de diferenciar a la cinta de otras obras de esos años. El plano secuencia inicial estuvo inspirado por Touch of Evil (1958) de Orson Welles y Scarface (1932) de Howard Hawks. Cundey volvió a trabajar en las dos siguientes películas de la franquicia, Halloween II (1981) y Halloween III: Season of the Witch (1982). Sus colaboraciones con Carpentener continuaron a través de los largometrajes La niebla (1980), Escape from New York (1981), The Thing (1982) y Big Trouble in Little China (1986).
Si bien su carrera estuvo ligada al cine de terror durante esa época, Cundey decidió explorar otros géneros. Uno de los directores con los que trabajó fue Robert Zemeckis, quien lo contactó para hacer la película de aventuras y comedia romántica Romancing the Stone (1984). El éxito de esa producción les permitió colaborar en la trilogía de ciencia ficción Back to the Future. Volvieron a trabajar juntos en ¿Quién engañó a Roger Rabbit? (1998), una película que combinaba animación y acción real, por la cual Cundey fue nominado a un premio Óscar y un premio BAFTA en las categorías de mejor fotografía, y en la comedia negra Death Becomes Her (1992).
Su trabajo en Back to the Future y ¿Quién engañó a Roger Rabbit?, que fueron producidas por Amblin Entertainment, llamó la atención de Steven Spielberg, quien lo eligió como director de fotografía para su película Hook (1991), una secuela de la novela Peter Pan y Wendy de J. M. Barrie. Tras esto colaboraron en el largometraje Parque Jurásico (1993), que requirió integrar a los actores con dinosaurios creados a través de imágenes generadas por computadora y modelos animatrónicos. Dos años después trabajó como director de fotografía en la película Apolo 13 (1995) de Ron Howard, basada en la misión lunar homónima de 1970. Fue nominado, entre otros, a los premios BAFTA, American Society of Cinematographers y British Society of Cinematographers por su labor en aquella cinta.
Debutó como director en la película Honey, We Shrunk Ourselves (1997), la tercera parte de la saga Honey, I Shrunk the Kids, estrenada directamente para video.
En 2014 recibió el premio a la trayectoria de la American Society of Cinematographers.